# 馬孔英
馬 孔英（ば こうえい、生没年不詳）は、明代の軍人。

## 生涯
宣府塞外の降伏者であった。戦功を重ねて寧夏参将となった。1592年（万暦20年）、哱拝の乱が起こり、哱拝が寧夏を占拠すると、孔英はたびたび反乱軍を攻撃して破った。ボショクト・ジノンが下馬関に侵入すると、孔英は麻貴に従って迎撃し、大勝した。寧夏副総兵に進んだ。1596年（万暦24年）9月、著力兎・宰僧が平虜・横城を侵犯した。孔英は参将の鄧鳳とともに奮戦し、270人あまりを斬首し、金幣を賜った。寧夏総兵官の欠員のために推されて、署都督僉事に抜擢され、総兵官として旧任に臨んだ。ほどなく秩を進められて正式に総兵官となった。1599年（万暦27年）、著力兎・宰僧が再び平虜・興武を侵犯すると、孔英は杜桐らとともに道を分かれてこれを襲撃して破った。著力兎・宰僧が再び侵入してくると、孔英はまたこれを破った。
1600年（万暦28年）、総督李化龍が楊応龍の乱を討つべく八道に分かれて軍を発すると、孔英は陝西4鎮の兵を徴発して南川から進軍した。南川道は険阻で遠く、行軍は難航した。重慶推官の高折枝が監紀軍事をつとめていたが、参将の周国柱とともに先行し、石砫宣撫の馬千乗の兵をもって金筑で反乱軍を破り、さらに酉陽宣撫の冉御龍を率いて官壩で反乱軍を破った。孔英の軍が到着すると、平茶・邑梅の兵も集まった。先行する軍は一日を期して真州に入り、土官の鄭葵・路麟を用いて道案内とした。別に辺兵1000を派遣して明月関を押さえた。諸軍が鼓を鳴らして前進すると、4寨を連破し、赤崖に宿営し、清水坪・封寧関を突いた。反乱軍の陣営十数を破り、桑木関に迫ると、関内の民で降る者は日に1000を数えた。高折枝は3つの大寨を連結してここに拠り、殺人と略奪を禁じたので、反乱軍から降伏者が続出した。反乱軍は要害として桑木関を恃みにしており、投げ槍や毒矢を用いて抗戦した。孔英は馬千乗と冉御龍を桑木関の左右に展開させ、周国柱に正面を突かせた。官軍は死戦して、桑木関を奪取した。反乱軍は風坎関まで逃れたが、再び敗れた。孔英の軍は九杵・黒水の諸関や苦竹・羊崖・銅鼓の諸寨を連破した。周国柱は金子壩を攻めたが、敵兵1人の姿もなかったため、伏兵を疑って、空の19寨を焼き、兵を戒めて待機した。反乱軍がしびれを切らして突出してきたため、これを撃破した。そこで孔英は王之翰の兵を白玉台の守備に留めて糧道を守らせ、平茶・邑梅の兵に桑木関を守らせた。自らは本隊を率いて金子壩に進軍し設営した。
楊応龍は桑木関が破られたと聞くと、弟の楊世龍と楊珠に精鋭の兵を与えて派遣し、王之翰の陣営を襲撃させた。王之翰は敗走し、食料輸送を担当していた兵が殺された。平茶の兵が来援して、反乱軍は撤退を始めた。孔英が兵を返して楊世龍を攻撃すると、楊世龍らはまた退却した。裨将の劉勝が力をふるって攻撃すると、反乱軍は敗走した。官軍は朗山口に進み、朗山から蒙子橋に進んだ。あたりは竹林が深く鬱蒼としており、反乱軍が所々に伏兵を設置しており、これらを全て掃討した。楊応龍はその仲間を偽降させて、内応を図ろうとしたが、高折枝は降兵を全て斬り、兵を伏せて待機した。楊珠が夜間に官軍の陣営を襲撃したが、伏兵に襲われて返り討ちに遭って逃走した。高坪まで追撃した。まもなく養馬城を奪取し、海龍第二関を直撃したが、反乱軍の守兵はますます多くなっていた。孔英の軍は孤軍で深入りし、諸道の官軍はまだ到着していなかった。酉陽・延綏の兵が撤退したため、孔英の軍は反乱軍の蹂躙を受けて60人を殺された。数日後、劉綎の兵が到着すると、兵を合流させて海崖・海門の諸関を攻略した。反乱軍は囤上に逃れて守ろうとしたが、覆滅された。
官軍が八道から楊応龍の立てこもる海龍囤を包囲すると、諸将は海龍囤の後背が攻めやすいとして、争って後方に回ったが、孔英はひとり壁関の前面に当たった。功績を記録されて、都督同知の位に進められた。
長らくを経て、孔英は総兵官として貴州に駐屯した。金筑・定番の苗族の反乱を鎮圧し、首長の阿包や阿牙らを生け捕りにした。まもなく黄柏山の苗族を襲撃しようとした。苗族はこれを察知して先手を取り、官軍を破ったが、孔英は敗北を隠して報告しなかった。さらに苗族の首長の石阿四を誘い出して捕らえたが、戦場で捕らえたかのように功績を偽った。巡撫の胡桂芳に弾劾され、罷免されて帰り、死去した。